# Sternanis (Gattung)
Sternanis (Illicium) ist eine Gattung in der Familie der Sternanisgewächse (Schisandraceae). Sie umfasst 37 Arten, die mit ihren Blüten an Magnolien erinnern.

## Beschreibung

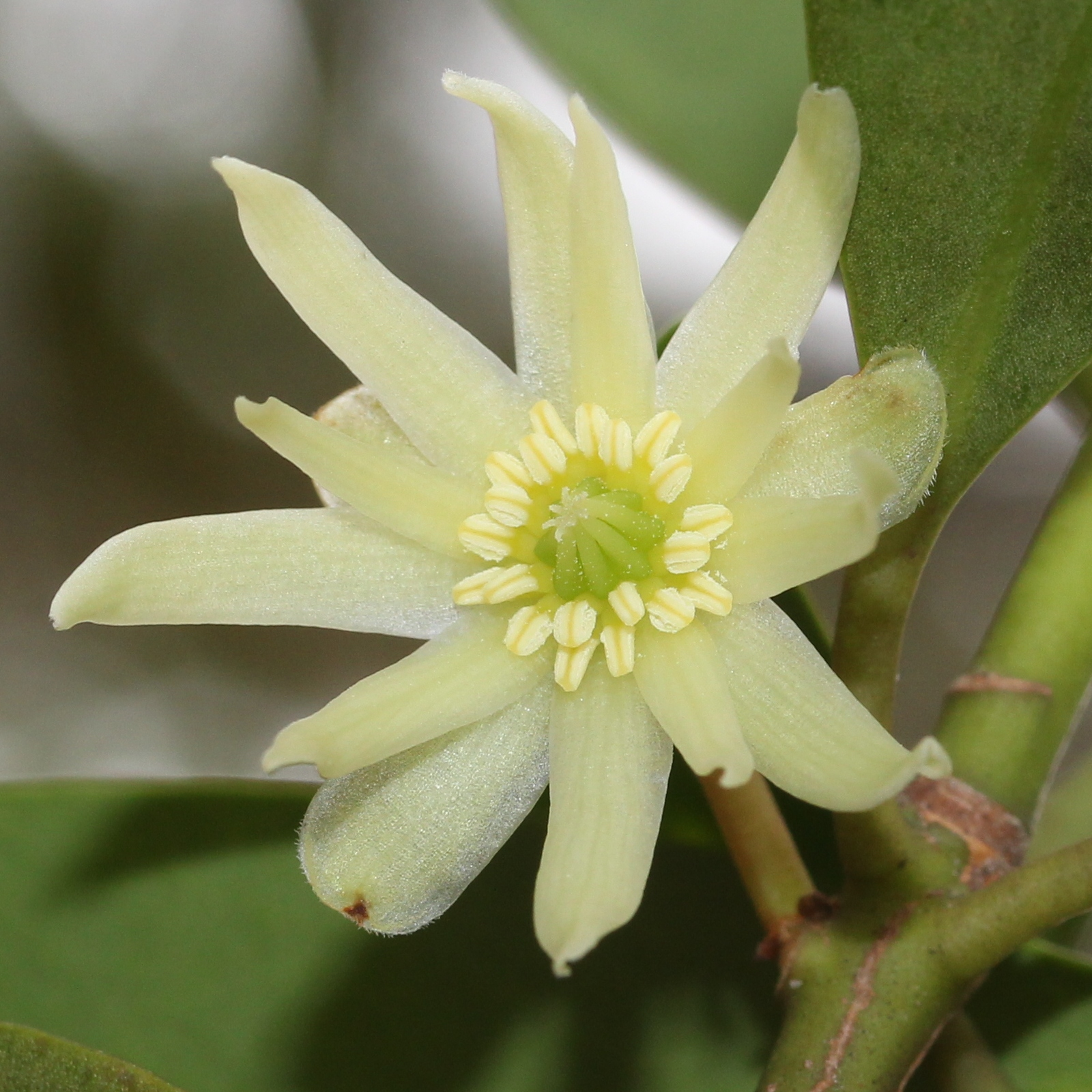
Japanischer Sternanis (Illicium anisatum)

### Vegetative Merkmale
Illicium-Arten sind immergrüne, verholzende Pflanzen, die als Sträucher und Bäume wachsen.
Die wechselständigen und gestielten, kahlen Laubblätter sind gelegentlich quirlförmig am Zweigende angeordnet. Sie sind ganzrandig, Nebenblätter fehlen.
Die Blattstiele sind oft rinnig.

### Generative Merkmale
Die Blüten erscheinen einzeln oder zu mehreren, achselständig, ramiflor oder astständig. Die zwittrigen Blüten mit einfacher Blütenhülle sind weiß, gelb, rosa oder rot bis braunrot. Das bis zu 33-teilige Perianth kann bis zu 3 Kreise umfassen. Die Tepalen des äußeren Blütenblattkreises sind oft tragblattähnlich und kleiner, die des inneren, petaloiden Kreises sind häufig deutlich größer, die innersten können wieder reduziert sein. Der Blütenboden ist meist leicht konisch. Es sind einige bis viele (bis zu 50), kurze, freie Staubblätter in einem bis mehreren Kreisen sowie einige (bis 20), meist freie, oberständige, einkammerige Stempel mit kurzen Griffeln vorhanden. Die Narbe ist länglich.
Die lederig-holzigen, sternförmigen Früchte sind dunkelbraune Sammelbalgfrüchte. Die einzelnen Balgfrüchte sind meist einsamig. Die glänzenden, etwas abgeflachten, ellipsoiden Samen werden manchmal ballochor herausgeschleudert.

## Inhaltsstoffe
Alle Arten enthalten ein ätherisches Öl, das dem des Anis ähnlich ist und als Gewürz eine große Bedeutung hat; es besteht zum größten Teil aus Anethol.

## Systematik Verbreitung

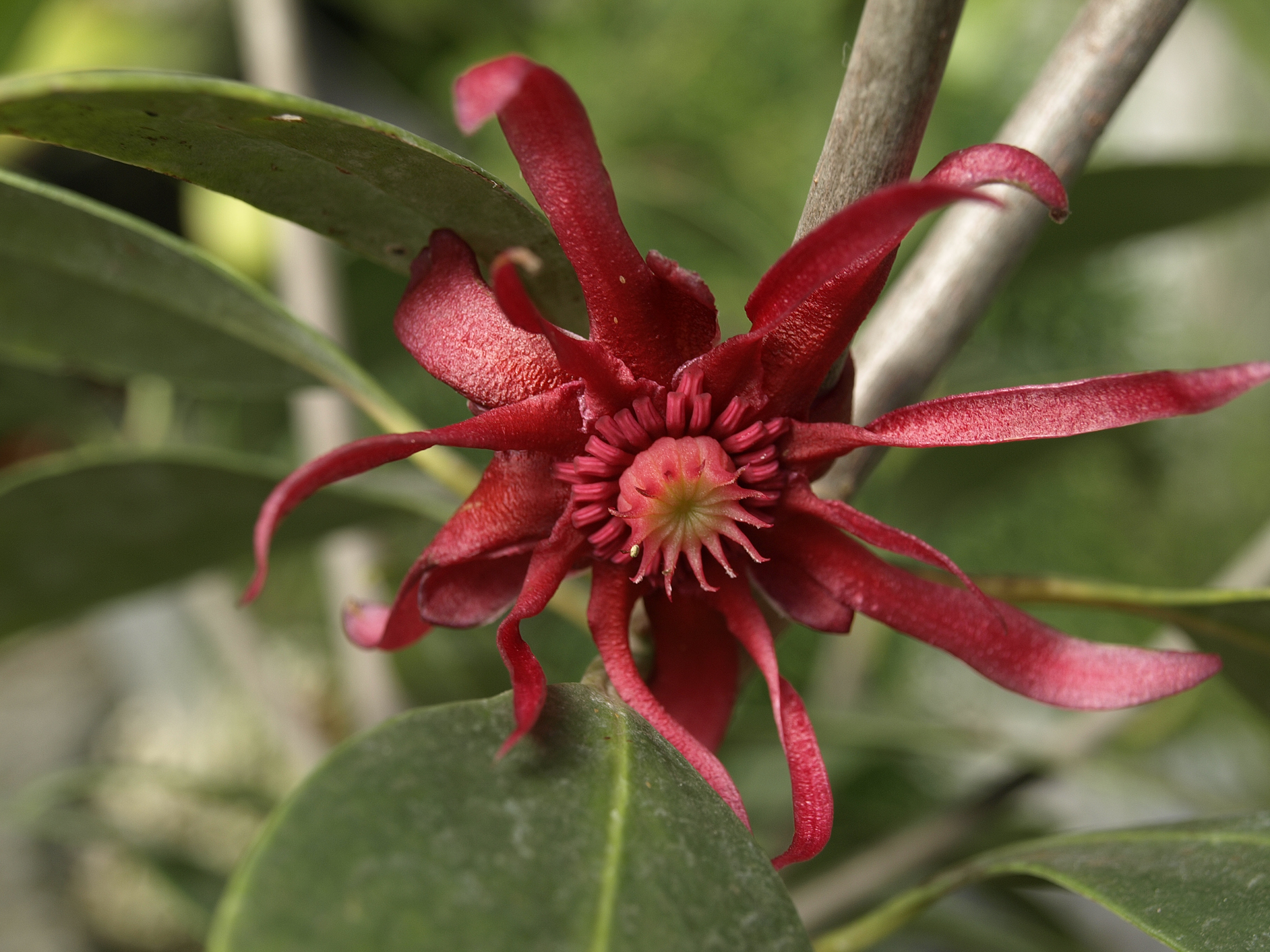
Florida-Sternanis (Illicium floridanum)

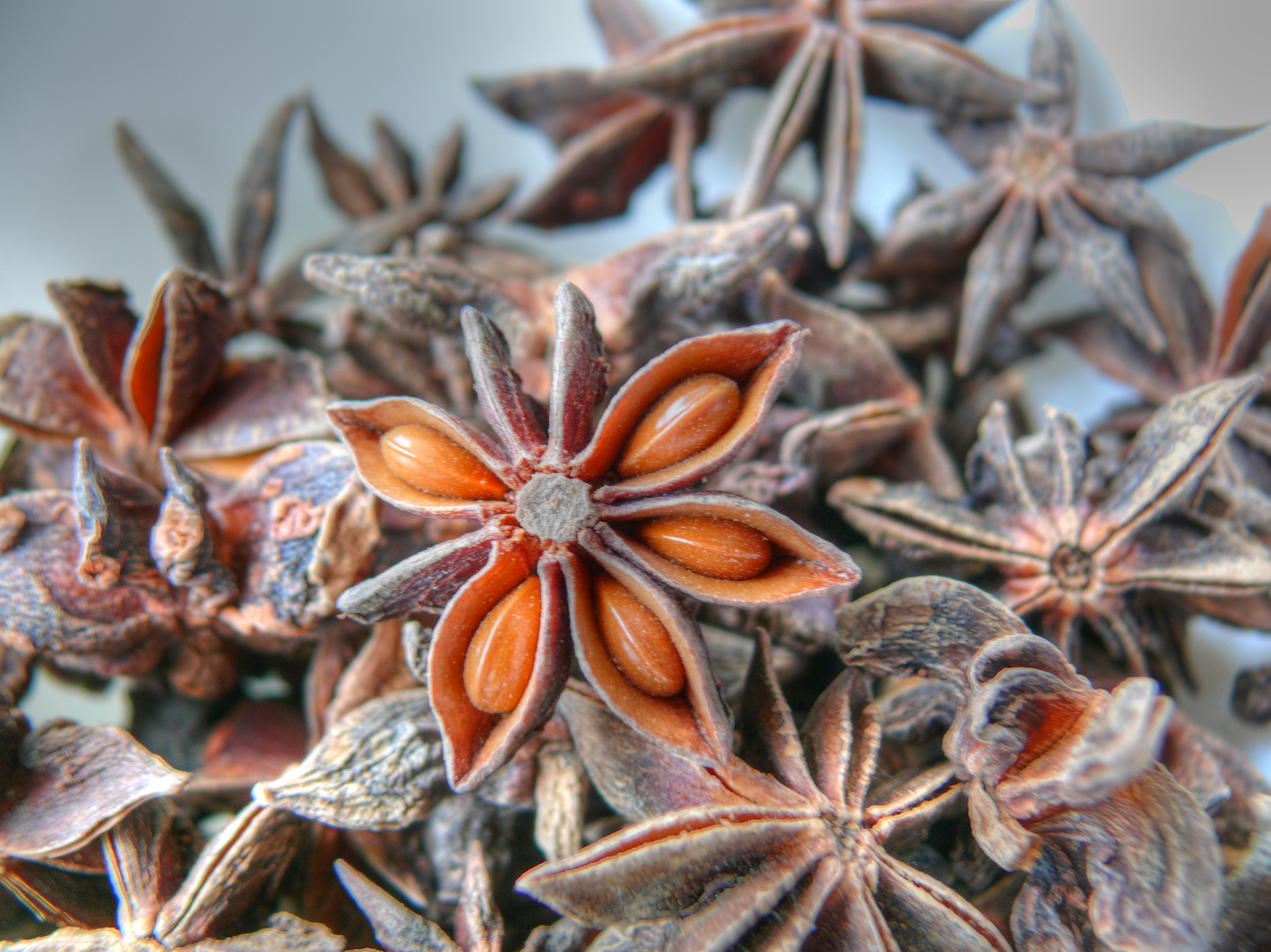
Echter Sternanis (Illicium verum)

Die Gattung Illicium wurde 1759 durch Carl von Linné aufgestellt. Der Gattungsname Illicium kommt aus dem Lateinischen und bedeutet „Lockmittel“ (von illicere = locken), was sich auf den starken Anisduft bezieht.
Sternanis-Arten sind in den gemäßigten bis subtropischen Regionen Ostasiens und Amerikas heimisch.
In der Gattung Illicium gibt es etwa 37 Arten, hier eine Artenauswahl:
- Japanischer Sternanis (Illicium anisatum L.); Heimat: Korea und Japan bis Taiwan[2]
- Illicium cubense A.C.Sm.: Sie kommt in vier Unterarten in Kuba vor.[2]
- Illicium ekmanii A.C.Sm.: Sie kommt in drei Unterarten auf Hispaniola vor.[2]
- Florida-Sternanis (Illicium floridanum J. Ellis); Heimat: USA und Mexiko (Tamaulipas)[3]
- Illicium guajaibonense (Imkhan.) Judd & J.R.Abbott: Sie kommt im westlichen Kuba vor.[2]
- Illicium henryi Diels; Heimat: Zentrales und südliches China[2] (Anhui, Fujian, Gansu, Guangdong, Guangxi, Guizhou, Henan, Hubei, Hunan, Jiangxi, Shaanxi, Sichuan, Yunnan)
- Illicium hottense A.Guerrero, Judd & A.B.Morris: Sie wurde 2004 erstbeschrieben. Dieser Endemit kommt nur im Massif de la Hotte in Haiti vor.[2]
- Illicium jiadifengpi B.N.Chang: Sie kommt im südlichen China vor.[2]
- Illicium lanceolatum A. C. Sm.; Heimat: China (Anhui, Fujian, Guangdong, Jiangsu, Jiangxi, Zhejiang)[3]
- Illicium mexicanum A. C. Sm.; Heimat: Mexiko[3]
- Illicium philippinense Merr.: Sie kommt von Taiwan bis zu den Philippinen vor.[2]
- Illicium sumatranum A.C.Sm.: Sie kommt auf Sumatra vor.[2]
- Echter Sternanis oder Chinesischer Sternanis (Illicium verum Hook.f.)
- Illicium wardii A.C.Sm.: Sie kommt in Myanmar vor.[2]